# Fugleskydning
Ved fugleskydning er der ikke tale om jagt på flyvende vildt, men derimod om en gammel traditionspræget idræt, hvor der skydes til udskåren fugl af piletræ med diverse jernbeslag. Beslagene skal nedskydes i en bestemt rækkefølge, og hver nedskydning udløser en gevinst til skytten. Den der skyder den sidste plade ned (brystpladen) bliver fuglekonge.
Skydningen foregår ikke frit stående, men fra en skydebuk, hvor skytterne efter den rækkefølge de har tilmeldt sig, bringer deres gevær i fast anlæg og skyder til det beslag, man er nået til på fuglen.
Over halvdelen af beslagene er påsat, så de kan falde for et enkelt velrettet skud. Til gengæld er nogle af dem meget små eller smalle og horisontale, så man skal være temmelig omhyggelig med sigte og aftræk.
Resten af beslagene er kraftigere plader, der ikke er vanskelige at ramme, men som kan sidde særdeles godt fast, så der skal mange skud til før de falder ned. Her gælder det om at være heldig at komme til bukken, når pladen er løsnet af de foregående skytter, men også her spiller dygtighed ind; den erfarne skytte vil vide, hvor på pladen han skal placere sit skud for, at den med størst sandsynlighed falder ned.
Det tager normalt 4-5 timer, inden den sidste plade er skudt ned, og størstedelen af tiden ved en fugleskydning går med hyggeligt samvær og andre aktiviteter, f.eks. serieskydninger, hvor der også er præmier.

## Fugleskydningens historie
Fugleskydning blev formodentlig opfundet i Frankrig i 1200-tallet og bredte sig herfra til Tyskland og Nederlandene. Dengang kaldte man denne idræt for papegøjeskydning (heraf udtrykket: at have skudt papegøjen = været heldig) og våbnene var bue eller armbrøst. Pilene eller boltene var uden spids. Allerede i 1300-tallet nåede papegøjeskydningen til Danmark. I 1500-tallet blev ildvåben mere almindelige ved disse skydninger.
Fra første færd var fugleskydningselskaberne organiseret som lav, der skulle tjene til at fremme forsvarsviljen og evnen hos borgerne i de frie købstæder, men efterhånden mistede de deres militære betydning og blev i højere grad selskabelige foreninger for byernes bedre borgerskab.
I Danmark var fugleskydningen på retur i 1700-tallet og første halvdel af 1800-tallet, men med skyttesagens opkomst midt i 1800-tallet blomstrer skytteforeninger op overalt også i de små landsogne, og mange begynder at afholde årlige fugleskydninger.

### Fugleskydning på Herlufsholm Kostskole
Herlufsholm Kostskole ved Næstved (Sydsjælland) afholder årligt denne mere end 200 år gamle tradition. Fugleskydningen finder sted en af de første lørdage efter skolestart i august.
Arrangementet begynder med en procession. Selve fugleskydningen foregår ved, at eleverne på skift med en bue sender en pil mod en træfugl. Der er to fugle; "Lille fugl" og "Store fugl" for hhv. 6.-10. klasse og 1.-3.g. Fuglen nedskydes i flere dele, den består blandt andet af krone, højre og venstre vinge, hoved, krop m.m., de enkelte dele udløser hver deres præmie. Hele fuglen er som regel skudt ned sidst på eftermiddagen.
Den, der skyder den sidste del ned, udnævnes til årets Fuglekonge. Straks efter at delen falder ned skal vedkommende forsøge at flygte, mens en hel mængde af elever jagter fuglekongen for at smide den nye Fuglekonge i Susåen.
| Sport | Spire Denne artikel om sport er en spire som bør udbygges. Du er velkommen til at hjælpe Wikipedia ved at udvide den. |